# Kummakivi
Kummakivi (Podivný kámen) je skalní útvar ve Finsku. Nachází se v obci Ruokolahti v Jižní Karélii. Je 7 metrů dlouhý, 5 metrů vysoký a jeho hmotnost se odhaduje na 500 tun. Balvan je vybalancován na menším kameni a jejich styčná plocha nepřesahuje půl čtverečního metru. Navzdory opticky vratké pozici se dosud nikomu nepodařilo balvanem pohnout. Horní kámen má drsný povrch, kdežto spodní je ohlazen stékající vodou. Na vrcholu balvanu roste borovice lesní, jejíž stáří se odhaduje na třicet let.
Vznik útvaru je vysvětlován ledovcovou činností v období würmu. Finský geolog Aimo Kejonen odhadl, že tento bludný balvan byl na své místo dopraven před dvanácti tisíci lety. Podle místní legendy kámen přinesli trollové.
Kummakivi byl v roce 1962 vyhlášen přírodní památkou. Objekt je součástí Geoparku Saimaa a vede k němu turistická stezka Kummakiventie. 